# 埃爾卡考 (卡皮拉區)
埃爾卡考（西班牙語：El Cacao），是巴拿馬的城鎮，位於該國中東部，由西巴拿馬省的卡皮拉區負責管轄，面積177.1平方公里，海拔高度83米，2010年人口4,951，人口密度每平方公里28人。